# Margamski podeželski park
Margamski podeželski park je državni park v Walesu, velik približno 3,4 km². Je v Margamu, približno 3 km od Port Talbota v Južnem Walesu. Nekoč je bil v lasti družine Mansel Talbot, zdaj je v lasti in upravljanju lokalnega sveta okrožja Neath Port Talbot. V parku so tri pomembne stavbe: Margamska opatija – cistercijanski samostan, grad Margam – neogotski podeželski dvorec, ki je bil nekoč dom družine Mansel Talbot, in oranžerija iz 18. stoletja.

## Grajski park
Kjer je danes Margamski park, je bil včasih samostan, katerega lastnik je leta 1540 po zaprtju samostanov leta 1537 postal sir Rice Mansel. Pozneje je bila zgrajena tudorska hiša kot podeželski dvorec sira Ricea Mansela. Leta 1661 se prvič omenjata vrt in obzidano območje. Leta 1727 je grajski vrtnar na vrtovih pripravil katalog rastlin. Leta 1793 je bila zgrajena oranžerija. Mojstrovina iz 18. stoletja je delo arhitekta Anthonyja Kecka. Konec 18. stoletja so bili vrtovi ograjeni s parkom zaradi jelenov in postavljen je bil glavni vhod. Zemljevid nepremičnine iz leta 1814 prikazuje celoten park z "velikim", "malim" in "zgornjim" delom parka. Leta 1830 se je začela gradnja nove graščine, ki je postala grad Margam. Načrti iz konca tega desetletja kažejo vključitev več novih stavb in njihovo vlogo, tudi templja štirih letnih časov (Temple of Four Seasons), kamnite fasade in vrtnarjevo kočo.
Margamska posest je julija 1973 pripadla svetu okrožja Glamorgan in naslednje leto je po novi organiziranosti lokalne samouprave park postal last sveta okrožja Zahodnega Glamorgana. Park je bil odprt za javnost leta 1977.
Posestvo je znano po številnih pavih. Na posestvu so tudi jeleni, ki so živeli tu že vsaj od normanskega obdobja. Večina je damjakov (okoli 230), jelenov (okoli 60) in tujerodnih Davidovih jelenov (okoli 30), ki so jih leta 1990 tu vzredili. Divjačinsko meso jelenov prodajajo. Velika ptičja kletka na posestvu je prostor za številne rešene ujede. Imajo tudi redko pasmo glamorganskega goveda.
Pohodne poti na dolge razdalje, kot so Coed Morgannwg Way, Ogwr Ridgeway Walk in St. Illtyd Walk se začnejo in končajo v bližini Mynydd y Castell v Margamskem podeželskem parku. Celinski del Valižanske obalne poti (Wales Coast Path) poteka skozi park ob klifu nad cesto, je pa tudi več krajših (manj kot 5 km) označenih poti. V parku ni velikih rek, so pa jezera in ribniki, v katerih je mogoče ribariti.
Ozkotirna parkovna železnica (tirna širina 610 mm) v poletnih mesecih pelje obiskovalce okoli posestva. V oranžeriji so civilne poroke, dogodki se na posestvu vrstijo vse poletje. Margamski podeželski sejem je avgusta. Leta 2003 je bil v parku valižanski festival literature, glasbe in performansa (Urdd Eisteddfod).
Po glasovanju je bil leta 2013 razglašen za najljubši park in dobil prvo nagrado (Green Flag) med 1448 odprtimi prostori. 
Dostop je brezplačen, plačljivi pa so parkirišče in nekateri dogodki.

## Objekti pod spomeniškim varstvom
Podeželski park ima šest zaščitenih spomenikov. Dva sta železnodobni gradišči,  dva srednjeveška verska objekta, muzej in postavitev v spomin na drugo svetovno vojno.

### Železnodobno gradišče
Mynydd y Castell Camp je veliko gradišče, ki obsega 2,7 ha v obliki črke D, na osamljenem hribu 500 m vzhodno od Margamske opatije. Našli so nekaj izkopanin in nekatere druge ostanke, ki bi lahko določali položaj obzidja in vhodov. 
Half Moon Camp je majhno gradišče na hribu severno od Margamske opatije, na nasprotni strani doline Mynydd y Castell. Prečka ga del valižanske pohodne obalne poti. 

### Margamska opatija
Leta 1147 je bil zgrajena Margamska opatija. Ko je bila leta 1536 razpuščena, je  samostanska cerkev postala župnijska cerkev, medtem ko so ostale različne ruševine, tudi veličastna dvanajststranska kapiteljska dvorana.
Majhna kapela, znana kot Hen Eglwys, tudi Cryke Chapel, je datirana v leto 1470. Bila je v posesti opatije na pobočju Craig-y-capel. Zatrepi, okna s krogovičjem so ohranjeni in so gotski mejnik in razgledna točka parka. Tukaj sta tudi pokopališče in v bližini svetnik, znan kot Ffynnon Mair. 

### Margamski kamni
V 19. stoletju je družina Talbot zbrala zbirko zgodnjih krščanskih spominskih kamnov iz okolice in jih postavila v opatijsko kapiteljsko dvorano in okoli nje, kjer je zdaj park. Leta 1892 so bili predani v oskrbo komisiji za javna dela. Leta 1932 so jih preselili v bližnjo cerkveno učilnico, ki je postala muzej kamnov, ki jo zdaj upravlja Cadw.  Zbirka je ena najpomembnejših zbirk keltskih kamnitih križev v Veliki Britaniji,  v njej je 17 zgodnjekrščanskih kamnov ter 11 spomenikov in drugih kamnov iz obdobja po zasedbi Normanov.

### Grad Margam
V parku je tudi grad Margam, tudorski gotski dvorec, ki ga je zgradil Christopher Rice Mansel Talbot v začetku 19. stoletja. Skulpture in umetniška dela so na različnih krajih vzdolž poti, ki povezuje hišo z oranžerijo.

### Radar za zgodnje opozarjanje
Na klifu nad cesto je ena od omrežja točk radarskih postaj za zgodnje opozarjanje. Zgrajene so bile med drugo svetovno vojno leta 1941 okoli obale Britanije za iskanje nemških bombnikov in ladijskega prometa. Postaja Chain Home je lahko zaznala letala na višjih nadmorskih višinah, drugo omrežje, ki so zgradili, postaja Chain Home Low, ena je bila margamska, je bilo namenjeno odkrivanju nizkoletečih letal in ladijskemu prometu. Margamska postaja, ki je spomeniško zaščitena, leži ob celinskem delu poti ob valižanski obali. Tri so na vrhu ploščate stavbe  visoko na klifu s pogledom na Port Talbot in Swansea Bay. Tu so bili nameščeni generatorji in oprema z veliko radarsko anteno na strehi. 